# Pěstírna
Pěstírna je český seriál internetové televize Stream.cz z roku 2017 režiséra Andyho Fehu. Jedná se o thriller z prostředí nelegální pěstírny marihuany umístěné v malém prostoru pod zemí, kam je na tři měsíce zavřeno pět pracovníků. Tato pěstírna byla inspirována skutečným případem řešeným českou policií.

## Výroba
Seriál byl kvůli zachování autenticity natáčen v pěstírně konopí, pro natáčení ale bylo využito technické konopí. To rychle roste, a tak nebylo možné dotáčet záběry i jen několik dní staré.

## Seznam dílů
1. Zahradník
2. Služební cesta
3. Seznamovací kurz
4. Tour the light
5. Chlapská záležitost
6. Panna a netvor
7. Dokonalé alibi
8. Než si pro nás přijdou
9. Naděje umírá poslední
10. Atrapa

## Obsazení
| Jiří Panzner           | Svoboda |
| Martin Hub             | Šembera |
| Karel Hung             | Tuan    |
| Hany-Huong Thanh Duong | Viki    |
| Martin Bao             | Duong   |
| Leoš Noha              | Pitter  |
| Michal Isteník         | Dušan   |
| Vojtěch Johaník        | Ondřej  |
| Václav Vokál           | Gorila  |

## Recenze
- Pavel Koutský, Mediahub
- Tomáš Stejskal, iHNed.cz
- Martin Svoboda, Aktuálně.cz